# Bunyitay Vince
Bunyitay Vince (Sátoraljaújhely, 1837. január 11. – Nagyvárad, 1915. március 16.) római katolikus pap, egyháztörténész, a Magyar Tudományos Akadémia levelező tagja (1884).

## Élete
1860-ban Nagyváradon szentelték pappá. Bihar megyében volt plébános. 1871-től püspöki könyvtárnok, 1893-tól kanonok, 1897-től felsőgagyi apát, 1907-től őrkanonok, 1915-ben címzetes püspök volt. 1884-ben a Magyar Tudományos Akadémia levelező tagja lett. Az egyik szerkesztője volt az Egyháztörténeti emlékek a magyarországi hitújítás korából (I–V. Budapest 1902–12) című forráskiadványnak. Nagyváradon korábban park viselte a nevét, a Bunyitay-liget (most Brătianu park), jelenleg pedig egy utca van róla elnevezve, a külvárosi Oncsa-telepen.

## Művei
- A váradi ős székesegyház (1879)
- Az egyedi apátság története (Nagyvárad,  1880)
- A váradi püspökség története I-III. (Nagyvárad,  1883-84)
- A mai Nagyvárad megalapítása (Budapest, 1885), Értekezések a történettudomány köréből, XII. 6. szám
- A váradi káptalan legrégibb statútumai (1886)
- Szilágy megye középkori műemlékei (1887, Értekezések a történettudomány köréből)
- Micz-bán és a Bocskay, Soós stb. családok leszármazása (Turul, 7, 1889. 30-33.l.)
- Nagyvárad természetrajza (Szerk. B. V.) Bp, 1890.
- Biharvármegye oláhjai s a vallás-unió (Budapest, 1892)
- Szent-László király emlékezete (Budapest, 1892)
- Nagyvárad a török-foglalás korában: 1660–1692 (Budapest, 1892)
- A gyulafehérvári székesegyház későbbi részei s egy magyar humanista (Budapest, 1893)
- Egyháztörténelmi emlékek a magyarországi hitujitás korából, I-III. (társszerk., Budapest, 1902–1906) Első kötet, Második kötet,  Harmadik kötet
- A körösszegi és adorjáni gr. Csáky-család története, oklevéltár, I-II. (1919) (Bártfai Szabó Lászlóval)
- Gróf Csáky Miklós hercegprímás váradi püspökségének története (kiadta Málnási Ödön, Vác, 1939).